# Danielle Geoffroy
Danielle Geoffroy est une athlète française, née à  Saint-Hilaire le 14 mai 1955, adepte de la course d'ultrafond, championne de France des 100 km en 1992.

## Biographie
Danielle Geoffroy est championne de France des 100 km d'Amiens en 1992. En 1993, elle termine troisième aux championnats d'Europe IAU par équipe des 100 km de Winschoten. L'année suivante, elle est deuxième par équipe aux mêmes championnats d'Europe, puis première en 1995 aux championnats d'Europe IAU par équipe des 100 km de Vendée et à nouveau première en 1996 aux championnats d'Europe IAU par équipe des 100 km de Cléder. En 1994, elle est vice-championne du monde par équipe au championnat IAU des 100 km de Yubetsu. En 1995, elle termine troisième aux championnats d'Europe IAU des 100 km de Vendée,.

## Records personnels
Statistiques de Danielle Geoffroy d'après la Deutsche Ultramarathon-Vereinigung (DUV) :
- 50 km route : 3 h 51 min 58 s aux championnats du monde IAU des 100 km de Winschoten en 1995
- 100 km route : 7 h 54 min 10 s aux championnats d'Europe IAU des 100 km de Vendée  en 1995